# 握りごけ
握りごけ（にぎりごけ）は、オートバイや自転車等の二輪車の運転中に前輪ブレーキの操作をきっかけに転倒することを指す。通常の二輪車の前輪ブレーキは右ハンドルのレバーを握って操作することから、握りごけの名がついた。握りゴケや握り転けとも表記される。

## 概要
比較的低速で走行中に、前輪だけに急ブレーキをかけると前輪のサスペンションが急速に沈み、車体が前のめりにピッチングを起こす。このとき乗員がピッチングに備えた乗車姿勢をとっていないと車体が停止する直前でバランスを崩して車体が倒れそうになる。多くの場合は乗員が足で支えて転倒は防がれるが、足を地面についたあとで前輪サスペンションが伸びると、足をついた状態からバランスを崩して転倒にいたる場合がある。走行中や停車中の転倒とは特性の異なる転倒として区別され、オートバイユーザーの間では「握りごけ」と呼ばれる場合がある。
あるいは走行中に前輪だけがロックするほど強くブレーキを操作して転倒する場合も「握りごけ」と呼ばれる場合がある。パニックブレーキによって強く操作してしまったり、旋回中に強くブレーキ操作をしてしまうことで発生しやすい。